# Krokgölen (Malexanders socken, Östergötland)
Krokgölen är en sjö i Boxholms kommun i Östergötland och ingår i Motala ströms huvudavrinningsområde.